# ماسيج كاربينسكي
ماسيج كاربينسكي (بالبولندية: Maciej Karpiński)‏ (و. 1950 – م) هو كاتب سيناريو، وممثل، ومنتج أفلام، وناقد أدبي من بولندا. ولد في وارسو.

## وصلات خارجية
- ماسيج كاربينسكي على موقع IMDb (الإنجليزية)
- ماسيج كاربينسكي على موقع ألو سيني (الفرنسية)
- ماسيج كاربينسكي على موقع أول موفي (الإنجليزية)
- ماسيج كاربينسكي على موقع قاعدة بيانات الأفلام السويدية (السويدية)
- ماسيج كاربينسكي على موقع قاعدة بيانات الفيلم (الإنجليزية)
- ماسيج كاربينسكي على موقع كينوبويسك (الروسية)